# Eleições municipais em Macapá em 1988
As eleições municipais em Macapá em 1988 ocorreram em 15 de novembro, como parte das eleições municipais em 24 estados brasileiros e nos  territórios federais do Amapá e Roraima. Neste caso foram eleitos o prefeito João Capiberibe e o vice-prefeito Antônio Cabral de Castro.
Nascido em Afuá, o zootecnista João Capiberibe estudou Economia em Minas Gerais em 1968, mas voltou ao Pará em 1970 visando arregimentar novos membros à Aliança Libertadora Nacional, organização de esquerda fundada por Carlos Marighella para combater o Regime Militar de 1964 na clandestinidade por meio da luta armada. Preso, fugiu no ano seguinte rumo à Bolívia e ao Chile, onde formou-se em Engenharia Agrícola na Universidade do Chile antes de fixar-se no Canadá e depois ir trabalhar em Moçambique. Retornou ao Brasil graças à Lei da Anistia sancionada pelo presidente João Figueiredo em 1979, migando do Amapá para Pernambuco graças ao apoio de Miguel Arraes. Candidato a deputado federal pelo PMDB do Amapá em 1982, viu o PDS conquistar todas as vagas. Subsecretário de Agricultura do Acre no governo Nabor Júnior, tornou-se secretário de Agricultura do Amapá em 1985, quando Jorge Nova da Costa assumiu o Palácio do Setentrião por escolha do presidente José Sarney. Em 1988 foi eleito prefeito de Macapá pelo PSB e sua esposa, Janete Capiberibe, sagrou-se vereadora.

## Resultado da eleição para prefeito
Foram apurados 49.847 votos nominais (88,38%), 5.326 votos em branco (9,44%) e 1.231 votos nulos (2,18%), resultando no comparecimento de 56.404 eleitores.
| Candidatos a prefeito de Macapá    | Candidatos a vice-prefeito       | Número | Coligação                                                       | Votação | Percentual |
| ---------------------------------- | -------------------------------- | ------ | --------------------------------------------------------------- | ------- | ---------- |
| João Capiberibe PSB                | Antônio Cabral de Castro PDT     | 40     | Movimento Organizado Democrático do Amapá (PSB, PDT, PCB, PSDB) | 19.711  | 39,54%     |
| Murilo Pinheiro PFL                | Luiz Alberto Freitas Pereira PFL | 25     | PFL (sem coligação)                                             | 16.699  | 33,50%     |
| Jonas Borges PTB                   | Paulo Leite de Mendonça PTB      | 14     | PTB, PDS, PL                                                    | 4.487   | 9,00%      |
| Gilvam Borges PJ                   | Mário Rodrigues da Silva PJ      | 36     | PJ (sem coligação)                                              | 3.451   | 6,93%      |
| Antônio Gonçalves Ferreira Neto PT | Manoel das Graças Batista PT     | 13     | PT (sem coligação)                                              | 2.532   | 5,08%      |
| Jurandil Juarez PMDB               | Naíde da Silva Moraes PMDB       | 15     | PMDB (sem coligação)                                            | 2.274   | 4,56%      |
| Antônio Pontes PDC                 | Ângelo Augusto Pires Costa PDC   | 17     | PDC (sem coligação)                                             | 693     | 1,39%      |
| Fontes:                            |                                  |        |                                                                 |         |            |

## Resultado da eleição para vereador
Representação eleita
  PFL: 5
  PMDB: 2
  PT: 2
  PSB: 2
  PTB: 2

Fonteː
| Vereadores de Macapá   | Partido | Votação |
| ---------------------- | ------- | ------- |
| Fernando Carvalho      | PFL     | 984     |
| Nilde Santiago         | PMDB    | 883     |
| Abelardo Vaz           | PFL     | 832     |
| Adonias Trajano        | PMDB    | 724     |
| Nelson de Santana      | PFL     | 721     |
| Jarbas Gato            | PFL     | 631     |
| Edinho Duarte          | PFL     | 529     |
| Pery Arquilau da Silva | PT      | 528     |
| Janete Capiberibe      | PSB     | 528     |
| Luís Banha             | PTB     | 509     |
| Eury Sales Farias      | PSB     | 463     |
| Gilson Rocha           | PT      | 450     |
| Acácio Favacho         | PTB     | 420     |
| Fontes:                |         |         |